# Epthianura albifrons
El eptianuro pío (Epthianura albifrons) es una especie de ave paseriforme de la familia Meliphagidae endémica del sur de Australia. Anteriormente se clasificaba en la familia Ephthianuridae.

## Subespecies
- Epthianura albifrons albifrons
- Epthianura albifrons tasmanica